# Antoni Szałowski
Antoni Szałowski (* 21. April 1907 in Warschau; † 21. März 1973 in Paris) war ein polnischer Komponist.
Szałowski hatte ab 1912 Violinunterricht bei seinem Vater und studierte zwischen 1919 und 1930 am Konservatorium Warschau Klavier bei Paweł Lewiecki, Komposition bei Kazimierz Sikorski und Dirigieren bei Grzegorz Fitelberg. Von 1931 bis 1936 setzte er das Kompositionsstudium bei Nadia Boulanger in Paris fort. Ersten Erfolg als Komponist hatte er mit seiner noch in Paris entstandenen Uwertura, die bald im Repertoire vieler Orchester zu finden war und bei der  Pariser Weltausstellung von 1937 mit einer Goldmedaille ausgezeichnet wurde.
Seit 1931 war Szałowski  Mitglied des Verbandes junger polnischer Musiker in Paris (Stowarzyszenie Młodych Muzyków Polaków w Paryżu, SMMP), 1933 wurde er dessen Schatzmeister, 1936 Vizepräsident und 1938 nach seiner Rückkehr nach Polen dessen Präsident. Nach Ausbruch des Zweiten Weltkrieges meldete er sich freiwillig zur polnischen Armee in Frankreich, wurde aber nicht mobilisiert. Bis 1945 lebte er in Südfrankreich, danach kehrte er nach Paris zurück.
Nach dem Krieg wurden seine Werke bei zahlreichen Konzerten und internationalen Festivals neuer Musik aufgeführt. In Polen wurden im Verlauf des Prozesses der Stalinisierung nach seiner Sinfonie (1950) seine Kompositionen mehrere Jahre nicht gespielt. Erst beim Warschauer Herbst 1956 kam seine Ouvertüre zur Aufführung, 1962 fand an der Warschauer Oper die Uraufführung seiner Oper Zaczarowanej oberży (mit ohne sein Wissen vorgenommenen Änderungen des Librettos) statt.
Ab 1966 lebte Szałowski in Franconville in der Nähe von Paris. Seit dem Kriegsende schrieb er hauptsächlich Auftragswerke für den französischen Rundfunk. Erst 1970 erhielt er mit Unterstützung Nadia Boulangers die französische Staatsbürgerschaft.

## Werke
- Trio für Violine, Cello und Klavier (1926)
- Dwie pieśni für Stimme und Orchester (1927)
- Wariacje symfoniczne (1928)
- Kwartet smyczkowy nr 1 (1928)
- Preludium für Violine und Klavier (1928)
- Mazurek für Klavier (1928)
- Kaprys für Orchester (1929)
- Koncert fortepianowy (1930)
- Sonet für Sopran und Kammerorchester (1931)
- Suita für Violine und Klavier (1931)
- Sonata fortepianowa (1932)
- Kołysanka für Violine und Klavier (1932)
- Partita für Cello solo (1933)
- Sonatina nr 1 für Klavier (1933)
- Kwartet smyczkowy nr 2 (1934)
- Andante für Violine und Klavier (1934)
- Melodia für Klavier (1935)
- Trzy pieśni dla Zygmunta für Stimme und Klavier (1935)
- Aria i burleska für Cello und Klavier (1936)
- Uwertura für Orchester (1936)
- Kwartet smyczkowy nr 3 (1936)
- Trio für Oboe, Klarinette und Fagott (1936)
- Mała humoreska für Klavier (1936)
- Sonatina für Klarinette und Klavier (1936)
- Perpetuum mobile für Klavier (1936)
- Symfonia (1939)
- Duo für Flöte und Klarinette (1939)
- Kolędy für Stimme und Orgel (1939)
- Sinfonietta für Sinfonieorchester (1940)
- Duet für Violine und Cello (1941)
- Concertino für Kammerorchester (1942)
- Partita für Orchester (1942)
- Trzy pieśni ludowe für Sopran und Klavier (1942)
- Trzy utwory für Harmonium (1943)
- Zaczarowana oberża szenische Version – Ballett, konzertante Version – sinfonische Fragmente (1945)
- Sonatina für Oboe und Klavier (1946)
- Pastorales für Flöte und Streichtrio (1947)
- Tryptyk für Sinfonieorchester (1950)
- Divertimento baletowe für Orchester (1950)
- Dwie pieśni ludowe für Stimme und Klavier (1950)
- Study für Klavier (1950)
- Concertino für Flöte und Streichorchester (1951)
- Utwory dla dzieci für Violine und Klavier (1951)
- Suita für Sinfonieorchester (1952)
- Musique de brasserie für Kammerorchester (1952)
- Ametyst für Cembalo (1953)
- Indicatifs für zwei Trompeten und Trommel (1953)
- Koncert skrzypcowy (1954)
- Partita für Kammerorchester (1954)
- Kwintet für Flöte, Oboe, Klarinette, Fagott und Horn (1954)
- L’autre für Chor und Kammerorchester (1954)
- Divertimento für Oboe, Klarinette und Fagott (1955)
- Radio-musique für Orchester (1955)
- Kwartet smyczkowy nr 4 (1956)
- Pieśni ludowe für Stimme und Klavier (1956)
- Aria i toccata für Kammerorchester (1957)
- Sonatina nr 2 für Klavier (1957)
- Bagatela für Orchester (1958)
- Moto perpetuo für Orchester (1958)
- Mały kaprys für Orchester (1958)
- Koncert für Oboe, Klarinette, Fagott und Orchester (1958)
- La femme têtue, Radioballett (1958)
- Mazurek für Orchester (1959)
- Wskrzeszenie Łazarza für Orchester (1960)
- Taniec für Orchester (1960)
- Kantata für Frauenstimmen und Kammerorchester (1960)
- Indicatifs für Orchester (1960)
- Intermezzo für Orchester (1961)
- Allegretto für Fagott und Klavier oder Orchester (1962)
- Cudowna podróż Suzanne Michel für Kammerorchester, Chor und Solisten (1962)
- Kołysanka dla Clémentine für Orchester (1964)
- Pater noster für Stimme und Orgel (1966)
- Dwa utwory für Ondes Martenot (1968)
- Muzyka na smyczki (1970)
- Sześć szkiców für Kammerorchester (1972)